# Hubert Kosler
Hubert Kosler mlajši, slovenski inženir industrijske robotike in podjetnik, * 1959, Ljubljana. 
Je direktor podjetja Yaskawa Europe Robotics s sedežem v Kočevju. Ukvarja se z raziskavami na področju industrijske robotike, robotskega vida in tehnoloških procesov.
Svojo poklicno pot začel v podjetju Iskra Avtomatika. Leta 1990 je soustanovil podjetje Yaskawa Slovenija, kasneje še Yaskawa Ristro, specializirano za proizvodnjo robotskih celic. Med letoma 2010 in 2017 je bil direktor podjetja Yaskawa Czech, od leta 2018 pa vodi Yaskawa Europe Robotics.
Pod njegovim vodstvom je Yaskawa Europe Robotics v Kočevju leta 2019 odprla tovarno Yaskawinih industrijskih robotov Motoman v Evropi. 
Je prapravnuk kartografa in ustanovitelja Pivovarne Union Petra Kozlerja.

## Nagrade
- 2013: Nagrada Gospodarske zbornice Slovenije za izjemne gospodarske dosežke
- 2016: Srebrno nacionalno priznanje GZS
- 2016: Nagrada Zveze strojnih inženirjev za globalno prodornost slovenskega inženirstva
- 2019: Puhova nagrada za vrhunske dosežke na področju robotske tehnologije